# ONEUS
ONEUS（韓語：원어스）是韓國RBW旗下的男子音樂團體，最初由六名韓國成員RAVN、抒澔、LEE DO、建熙、煥雄、XION组成。2017年以練習生組合「RBW BOYZ」的名義開始活動，2019年1月9日發行首張迷你專輯《LIGHT US》正式出道。與同屬RBW的五人男子樂隊ONEWE為兄弟團體，成員XION與ONEWE成員東明為雙胞胎兄弟。2022年10月27日，成員RAVN因私生活爭議退出團體，自此以5人體制活動。

## 團體資料
團名「ONEUS」，是以代表「一體」的 ONE 以及「You Make Us」的 US，組成，帶有「聚集每個人的力量，讓大家看到我們成為真正的一體」的意思。團隊未設立隊長，成員訪問表示：我們沒有隊長，因為各領域都有明確的擔當，互相認可，所以公司也讓我們在沒有隊長的情況下，在各領域努力。
官方粉絲名「투문 (TO MOON)」，來自出道專輯《Light Us》收錄曲《搖搖晃晃》的歌詞，「如同地球和月亮一般，徘徊在你周圍公轉」，「月亮」粉絲們會一直在「地球」ONEUS身邊守護的意思，英文「TO MOON」也有「向著月亮」的含義。

## 成員資料
| 成員列表        |        |        |                       |               |                                  | |
| 藝名            | 藝名   | 本名   | 本名                  | 隊內擔當      | 出生日期·成長地                  | 教育程度 |
| 中·英文         | 諺文   | 漢字   | 讀音                  | 隊內擔當      | 出生日期·成長地                  | 教育程度 |
| 抒澔 SEO HO     | 서호   | 李抒澔 | 이서호 Lee Seo-ho     | 主唱          | 1996年6月7日 · 大田广域市大德区  | 大田以文高等學校（畢業） 安養大學 研究生院 (在學中)                                                            |
| LEE DO          | 이도   | 金建學 | 김건학 Kim Geon-hak   | Rap 副唱 舞蹈 | 1997年7月26日 · 京畿道議政府市   | 議政府光東高等學校（畢業）                                                                                     |
| 建熙 KEON HEE   | 건희   | 李建熙 | 이건희 Lee Keon-hee   | 主唱          | 1998年6月27日 · 京畿道城南市     | 城南市 突馬高等學校（畢業） 驪州大學實用音樂系（自退）                                                         |
| 煥雄 HWAN WOONG | 환웅   | 呂煥雄 | 여환웅 Yeo Hwan-woong | 主舞 副唱     | 1998年8月26日 · 首尔特别市阳川区 | 首爾公演藝術高等學校實用舞蹈科（畢業） 明知專門大學戲劇及視覺藝術系（自退） 全球網路大學放送演藝學系（在學中） |
| XION            | 시온   | 孫東柱 | 손동주 Son Dong-ju    | 副唱 演技     | 2000年1月10日 · 京畿道水原市     | 水原市 台章高等學校（畢業）                                                                                    |
| 已離開成員      |        |        |                       |               |                                  | |
| RAVN            | 레이븐 | 金英助 | 김영조 Kim Young-jo   | Rap 副唱      | 1995年9月2日 · 京畿道龍仁市      | 龍仁市 玄巖高等學校（畢業）                                                                                    |

- 組合未設立隊長

韓國音樂著作權協會登記編號
| 成員       | 登記名稱      | 編號     | 作品列表 | 聲音商標          |
| ---------- | ------------- | -------- | -------- | ----------------- |
| LEE DO     | 이도 / 김건학 | 10020596 | [ 12 ]   | Real low          |
| 抒澔       | 서호 / 이서호 | 10026781 | [ 13 ]   | 無                |
| 已離開成員 | 登記名稱      | 編號     | 作品列表 | 聲音商標          |
| RAVN       | RAVN / 김영조 | 10020585 | [ 14 ]   | Ra spit out flame |

- 依編號順序

### 成員變遷表
| - 黑線：暫停活動 - 綠線：入伍服役 | - 紅線：韓國回歸 - 橙線：日本專輯 - 垂線置前：出道作品 |

## 活動經歷

### 入社前
RAVN：
小時候曾是童星、兒童模特兒。
2013年，於NY Dance Academy學舞，曾與PENTAGON的Kino、A.C.E的金炳官等，以Urban Boyz名義表演。
2014年8月，參加《JYP練習生公開試鏡11期》，取得第二名。
曾為SM娛樂、JYP娛樂、YG娛樂練習生以及Plan A娛樂旗下組合VICTON的預備成員。
和LEE DO在YG是同隊練習生，也曾和同日出道的VERIVERY隊長東憲一起練習。
2017年9月，加入RBW。
抒澔：
原名為李建旻。
小時候夢想成為搞笑藝人，19歲高中畢業時決定想要當歌手，於是開始到首爾參加試鏡。2016年初，參加《JYP練習生公開試鏡12期》，進入男子唱歌部門Final Round，與Golden Child勝民為選秀同期。
3月，以RAP及唱歌試鏡後加入RBW，是組合裡第二個入社的成員，
同年7月出演頌樂的《在夢中》MV。
LEE DO：
高一時開始正式學習唱歌、跳舞，曾是YG娛樂和LOEN練習生，和RAVN在YG是同隊練習生，在LOEN時，曾與Seven O'Clock的宋翰縑和THE BOYZ的柱延一同練習。
2017年以個人練習生名義，參加《MIXNINE》海選。
經RAVN介紹試鏡後加入RBW，是組合裡最晚入社的成員。小時候別名為金雲學。
建熙：
曾於Modern K實用音樂學院學習唱歌，2016年11月通過直接選拔加入RBW。 入社後立即開始準備參加選秀節目《PRODUCE 101 第二季》，並在「定位評價」中獲得Vocal組第一名，最終排名第33位，未能透過節目出道。
煥雄：
2013年參加《2014 Pledis Hot Debut Who is Seventeen?》試鏡
，其後於Pledis娛樂短時間練習。
2016年2月進入RBW，是ONEUS裡於RBW練習時間最長的成員，長達2年11個月。
2017年，以連續三年專業第一名的成績從首爾公演藝術高中實用舞蹈科畢業。曾參加過《PRODUCE 101 第二季》，最終排名第42位，未能透過節目出道。
XION：
ONEWE成員東明的雙胞胎弟弟。小時候夢想成為歌手，但一直認為自己的才能不如哥哥而不敢嘗試。在考完大學入學試後決定最後嘗試一次，去參加練習生試鏡，並瞞著哥哥報名了RBW。 2018年初通過試鏡後，隨即加入了RBW BOYZ，開始出道前活動。他在進入社前沒有接受過練習生訓練，是組合中練習時間最短的成員。
入社次序：
煥雄、抒澔、建熙、RAVN、XION、LEE DO。

### 出道前
2017年4月，抒澔、建熙、煥雄參加Mnet選秀節目《Produce 101 S2》。
2017年9月，RAVN加入RBW BOYZ。
2017年10月，抒澔、RAVN、LEE DO參加JTBC選秀節目《MIXNINE》。
2017年11月，RAVN、抒澔、建熙、煥雄開始以RBW BOYZ名義參與出道計劃「我們會出道的！」，以一連串的售票公演、街頭busking以及出演實境節目《會出道的》開始活動。2018年4月，LEE DO、XION加入RBW BOYZ。
2018年6月24日，RBW BOYZ正式定名為ONEUS，並公開出道预告视频。
9月27日，ONEUS與ONEWE共同發行合作曲〈LAST SONG〉。12月16日，官方社群帳號發佈出道歌曲預告。
12月17日至19日，依序公佈RAVN、LEE DO、建熙、煥雄、抒澔、XION出道預告照。12月20日，確定於明年1月9日正式出道。
2018年12月23日至30日，依序公佈成員出道預告影片。

### 2019年
迷你一輯《LIGHT US》
1月9日，韓國時間下午6點，公開首張迷你專輯《LIGHT US》全輯音源及主打曲〈Valkyrie〉MV，並於當天晚上8點舉行出道演唱會《MASTERPIECE》 ，正式出道。同日，登上美國和澳大利亞 iTunes 韓國流行音樂榜專輯排行1位，加拿大、德國、英國、西班牙、意大利等共5國排行榜中進入TOP10。
1月10日，主打曲〈Valkyrie〉在 iTunes 韓國流行音樂榜登上了德國1位、英國2位等共7國排行榜中進入TOP10。
3月11日，官方公告RAVN因個人及健康原因暫停活動，團體暫時以五人體制活動。
迷你二輯《RAISE US》
5月19日，在日本KCON的主舞臺上率先表演了未公開的迷你二輯主打曲。
5月29日，韓國時間下午6點，公開第二張迷你專輯《RAISE US》全輯音源及主打曲〈太陽墜落(Twilight)〉MV，以六人完整體進行首次回歸。
日本出道
6月4日，ONEUS開始擔任日本有線電視頻道MUSIC ON! TV的韓流音樂節目《韓ON! BOX!!》的固定主持。
7月28日和8月25日，分別在日本大阪和東京舉辦其首次的海外演唱會〈Japan 1st Live：光差！〉。
8月7日，發行首張日語單曲《Twilight》，正式在日本出道。單曲收錄韓語迷你一、二輯主打曲〈Valkyrie〉和〈Twilight〉的日語版以及兩首原創日語曲〈戀しい〉和〈奇跡〉。這張出道單曲在首周賣出超過22,000張，並打入日本Orion單曲榜第三位。
首次獲獎
8月23日，獲得2019 Soribada最佳音樂大獎的「NEXT Artist獎」，首次在音樂頒獎典禮獲獎。
迷你三輯《FLY WITH US》
9月21日，ONEUS於回歸前一週舉行了特別公演以紀念《US》三部曲的完結，並率先向現場歌迷表演了未公開的三輯主打曲。30日，韓國時間下午6點，正式公開第三張迷你專輯《FLY WITH US》全輯音源及主打曲〈走吧(LIT)〉MV回歸。
ONEUS憑著這張專輯首次打進Billboard世界專輯榜，最高第15位。10月8日，以主打曲〈LIT〉在《THE SHOW》獲得其出道後首個音樂放送的一位候補。
美國巡演〈FLY WITH US Tour in USA〉
11月3日至15日，在美國6座城市舉行了其首次的美洲巡演，這次巡演是由美國粉絲在MyMusicTaste上發起。
日本單曲《808》
12月8日，發行第二張日語單曲《808》，收錄包括同名主打在內的4首原創日語歌曲。ONEUS以這張原創單曲首次登上日本Orion單曲日榜冠軍。
同月24日，於《韓ON! BOX!!》下車，結束為期6個月的主持工作。

### 2020年
首張單曲專輯《IN ITS TIME》
3月24日，韓國時間下午6點，公開首張韓語單曲《IN ITS TIME》全輯音源及主打曲〈A Song Written Easily (쉽게 쓰여진 노래)〉MV回歸。主打曲除了再度登上美國iTunes的K-pop榜冠軍，也首次進入美國iTunes主榜單Top200以及韓國音樂節目Show! 音樂中心周榜，後者最高至第25位。
出演《Road to Kingdom》
3月20日，Mnet公佈出演音樂綜藝節目《Road to Kingdom》的7組男子組合，ONEUS確定出演，首次以組合名義參加競技節目。
ONEUS在第一次競演表演H.O.T.的〈戰士的後裔〉，獲得最後一名。第二次競演改編表演迷你三輯的主打曲〈가자 (LIT)〉，獲得第二名，累計排名第四，在第一輪淘汰中順利晉級。第三次競演第一回合與THE BOYZ合作表演宣美的〈主人公 (Heroine)〉，獲得最後一名；第二回合表演INFINITE的〈成為我的人 (Be Mine)〉，獲得第四名，累計排名第五，在第二輪淘汰中順利晉級，得以參與最終回歸舞台。
6月12日，釋出回歸音源〈COME BACK HOME〉，同日發佈歌曲的概念影片。
6月18日，在最終競演上表演回歸曲，直播投票第四名，以總排名第四名結束競演。
迷你四輯《LIVED》
7月27日，正式公開〈COME BACK HOME〉的MV，並隨後公佈將於8月19日以迷你四輯《LIVED》回歸，專輯將延續〈COME BACK HOME〉中呈現的概念與「六位被詛咒成為吸血鬼的君主」的故事線。
8月19日，韓國時間下午6點，公開第四張迷你專輯《LIVED》全輯音源以及主打曲〈TO BE OR NOT TO BE〉MV回歸。主打曲首次空降Genie實時榜（37位），最高至22位；MV在ONEUS官方頻道上首次在24小時內突破一百萬觀看量。同時該專輯的首日銷量在Hanteo專輯榜上由此前於迷你二輯時最高的3,400張，大幅上漲至26,000張，初動（首周）銷量突破5萬張。截至10月8日，該專輯銷量已達到約105,000張，與上一張單曲《IN ITS TIME》相比增長233%，亦為該組合首張銷量突破10萬的作品。
首個實境綜藝《展現辣味吧》
8月28日，由1theK製作的網路節目《展現辣味吧》開播。這是ONEUS首次單獨出演實境綜藝節目，至今共播出三季。
首次線上公演「Crush On Ø Us」
11月28日，韓國時間下午一點，於 My Music Taste 舉行首次線上(Ontact)演唱會「Crush On Ø Us」，並率先表演兩首未發布的新曲〈BBUSYEO〉與〈Leftover〉。
同日，首次出席Asia Artist Awards (AAA頒獎禮)，並獲頒發「Focus賞」。
12月1日，正式發行首張數位單曲《BBUSYEO》，首次挑戰活力感十足的放克舞曲。

### 2021年
正規一輯《DEVIL》
1月9日，率先發布〈Intro: Devil is in the detail〉MV。19日，韓國時間下午6點，公開首張正規專輯輯《DEVIL》全輯音源以及主打曲〈不可反駁 (No diggity)〉MV回歸。〈No diggity〉延續上一輯《LIVED》的〈COME BACK HOME〉與〈TO BE OR NOT TO BE〉中的世界觀，講述六位君主選擇「to be」活下去後的故事，展示「無懼他人目光」的惡童風格。
〈No diggity〉音源空降Bugs音源榜第12位；同晚進入Genie音源榜，最高至第2位。MV於ONEUS官方頻道在6小時內突破兩百萬觀看量，發佈五天內突破一千萬觀看量，成為其最快突破千萬觀看量的MV。實體專輯的初動銷量超過7萬8千張，音源、銷量和點擊量均獲得大幅度的進步。1月31日，首次進入人氣歌謠周榜，並成為一位候補，最後獲得第二位，為ONEUS首次成為三大無線台的一位候補。
2月18日，以收錄曲〈我們的時間倒流 (Rewind)〉登上《M! Countdown》舞台，開始爲期一周的後續打歌活動。特別的是，此曲爲了配合「時間倒流」的主題，編舞中加入了大量ONEUS其他歌曲中的舞蹈動作，打歌舞台的造型也倒序地采用了〈No diggity〉至出道曲〈Valkyrie〉的服裝風格。
2月28日，於線上舉行首次公開售票的粉絲見面會「地球與月亮之間」。3月1日，公開〈Rewind〉的舞蹈版影片。
日本單曲《No diggity》
3月24日，發行第三張日語單曲《No diggity》，時隔一年三個月進行日本回歸。單曲收錄韓語正規一輯的同名主打曲以及收錄曲〈Youth〉的日語版。
迷你五輯《BINARY CODE》
5月11日，韓國時間下午6點，公開第五張迷你專輯《BINARY CODE》全輯音源以及主打曲〈BLACK MIRROR〉MV。晚上8點，舉行線上Showcase正式回歸。〈BLACK MIRROR〉是由RBW代表金度勛繼迷你三輯主打曲〈LIT〉後時隔一年半再度為ONEUS製作的歌曲，從歌曲、舞蹈到造型多處向流行天王麥可·傑克森致敬。另外專輯裡也收錄了正規一輯的Outro〈Connect with US〉的完整版、成員RAVN的自作曲〈水和油(Polarity)〉以及出道主打曲〈Valkyrie〉的Rock版本等共5首歌曲。
〈BLACK MIRROR〉音源空降Genie音源即時榜第1位，Bugs第12位，為組合帶來出道以來首個音源榜一位。
7月3日，首次出演《不朽的名曲》，於麥可·傑克森特輯中表演〈Thriller〉，作為首組上台表演的藝人最終取得2勝1敗的不俗成績。
日本單曲《BLACK MIRROR》
8月25日，發行第四張日語單曲《BLACK MIRROR》。專輯中除了韓語迷你五輯主打曲的日語版，也時隔近兩年再度收錄原創日語歌曲〈Only One〉。
特別企劃「ONEUS THEATRE」
7月15日，ONEUS發佈預告片，宣布重啟擱置2年的「ONEUS THEATRE」企劃。該企劃將以不同電影作品作為靈感，展示組合在音樂及表演上更加多樣的面貌。
8月4日，公開以《瘋狂麥斯：憤怒道》為靈感的〈Shut Up 받고 Crazy Hot!〉表演影片，作為「ONEUS THEATRE」企劃的第一首單曲。 5日，韓國時間中午12點，正式發行數位單曲《ONEUS THEATRE : Shut Up 받고 Crazy Hot!》，收錄該單曲的韓語版及英語版音源，為ONEUS首次發行英語歌曲。
9月2日，公開以《暴雨驕陽》為靈感的〈Life is Beautiful〉表演影片。3日，韓國時間中午12點，發行數位單曲《ONEUS THEATRE : Life is Beautiful》。
迷你六輯《BLOOD MOON》及「赤月圖」演唱會、音樂節目初一位
10月22日，韓國時間凌晨12點，率先公開與國樂歌手崔藝琳(최예림)合作，融合韓國傳統曲藝盤索里、嘻哈饒舌和電子元素的專輯前導曲〈Intro：窗〉。
11月6-7日，在首爾BLUE SQUARE舉行專場演唱會「ONEUS THEATRE：赤月圖」，時隔近2年再度舉辦線下公演，並在演唱會上率先公開原本打算作為第三首「ONEUS THEATRE」企劃單曲發行的新專輯主打曲。
11月9日，韓國時間下午6點，公開第六張迷你專輯《BLOOD MOON》全輯音源以及主打曲〈月下美人 : LUNA〉MV。專輯同日進入14個國家、地區的iTunes榜單Top 5，專輯的首週銷量超過17萬張，大幅刷新自身記錄。
11月17日，組合以〈月下美人〉在出道第1044天於《Show Champion》上獲得首個音樂節目一位。

### 2022年
美國巡演 2022 ONEUS TOUR《BLOOD MOON》
1月12日，官方釋出2022 ONEUS TOUR《BLOOD MOON》Teaser宣布巡迴演唱會計畫，將會到美國14座城市舉辦。
1月22日，於延世大學百年紀念館舉辦第二次線下粉絲見面會，〈Oneus的雙重生活——如果我們不是偶像？〉。
1月25日，官方釋出2022 ONEUS TOUR《BLOOD MOON》Teaser 2。
1月29日，第二次出演《不朽的名曲》，透過《Tiger is Coming》一曲並再度與國樂歌手崔藝琳(최예림)合作，融合韓國傳統曲藝盤索里等元素呈現舞台，最終取得1勝的成績。
2月12日-3月12日，花費近一個月的時間，在美國14座城市舉行第二次巡迴演唱會。
日本巡演 2022 ONEUS JAPAN 3RD LIVE: BLOOD MOON
4月24日和5月2日，分別在關東和關西舉行了公演。
迷你七輯《TRICKSTER》
5月17日，韓國時間下午6點，公開第七張迷你專輯《TRICKSTER》全輯音源及主打曲〈Bring it on〉MV。該專輯的初動銷量超過22萬張，再次刷新組合自身紀錄。
5月21-23日，以主打曲〈Bring it on〉以及專輯收錄曲連續3日佔領Bugs音源日榜頭五位，創下組合最佳的音源紀錄。
迷你八輯《MALUS》
9月5日，韓國時間下午6點，公開第八張迷你專輯《MALUS》全輯音源及主打曲〈Same Scent〉MV。另外，儘管主舞煥雄一直以來都積極參與組合的編舞，他於〈Same Scent〉中首次擔任表演監督（Performance director）一角。
9月13日，憑著〈Same Scent〉於《THE SHOW》取得一位，為組合經過16次提名後首次在《THE SHOW》獲得打歌一位。
9月14日，憑著〈Same Scent〉於《Show Champion》取得一位。
9月16日，憑著〈Same Scent〉於《音樂銀行》取得一位，為組合首次在無線台取得音樂節目打歌一位。
9月20日，憑著〈Same Scent〉於《THE SHOW》取得一位，為組合首個同一節目的兩星期冠軍，亦是〈Same Scent〉的第四個一位。
成員變動
10月17日，官方公告表示，RAVN因私生活爭議，暫時停止團體活動。
10月27日，官方公告，RAVN本人考慮到影響團體形象，和公司及成員討論後自願退出團體，ONEUS往後將以5人體制活動。
日本正規專輯《Dopamine》
11月23日，發行第一張日語正規專輯《Dopamine》。 該專輯為RAVN最後參與的組合作品，其於主打曲MV的出演鏡頭亦被保留。
首次世界巡演〈REACH FOR US〉
9月29日，官方公布ONEUS 1ST WORLD TOUR 〈REACH FOR US〉計畫。10月12日，官方釋出2022 1ST WORLD TOUR [REACH FOR US] 預告。
10月29-30日，〈REACH FOR US〉首站在首爾開演，為首次以五人體制進行的演唱會。
11月，於東京國立代代木競技場及大阪府立國際會議場舉行日本站公演。
2023年1-2月，在美國及中南美洲進行了14站的巡演。

### 2023年
迷你九輯《PYGMALION》
4月27日，韓國時間下午6點，公開先行曲〈잇다 있다 잊었다 (Unforgettable)〉MV。
5月8日，韓國時間下午6點，公開第九張迷你專輯《PYGMALION》全輯音源及主打曲〈ERASE ME〉MV，首次以五人體制回歸。
5月16日，憑著〈ERASE ME〉於《THE SHOW》取得一位。
迷你十輯《La Dolce Vita》
9月26日，韓國時間下午6點，公開第十張迷你專輯《La Dolce Vita》全輯音源及主打曲〈Baila Conmigo〉MV。
10月6日，以〈Baila Conmigo〉在《音樂銀行》取得一位。
10月10日，以〈Baila Conmigo〉在《THE SHOW》取得一位。
第二次世界巡演〈La Dolce Vita〉
9月12日，官方公布將舉行第二次世巡2023 2ND WORLD TOUR [La Dolce Vita]。10月12日，官方釋出2023 2ND WORLD TOUR [La Dolce Vita]預告。
10月22-23日於日本東京舉行第二次世巡首場公演。
11月2-15日舉行首次歐洲巡演。
2024年3-4月，在美國進行了11站的巡演。

### 2024年
數位單曲《Now (Original by FIN.KL) 》
5月22日，重製了女團FIN.KL的歌曲〈Now〉，發行數位單曲回歸。
成員個人帳號開通
6月30日，出道第2000天。成員們的個人Instagram帳號已開通。
出演《Road to Kingdom : Ace of Ace》
7月10日，Mnet公佈《Road to Kingdom》第二季的出演團體名單，ONEUS確定出演節目。於11月7日播出的最終回合中取得亞軍。
數位單曲《루퍼트의 눈물 (Rupert's drop)》
12月9日，以抒澔參與作詞的루퍼트의 눈물 (Rupert's drop)發行數位單曲回歸。

### 2025年
特別專輯《Dear.M》
1月14日發行首張特別專輯，主打曲〈IKUK〉為Road to Kingdom : Ace of Ace決賽歌曲〈I KNOW YOU NOW〉的編曲版。並收錄了過去12首主打曲的重製版本，展現「SPECIAL ALBUM」的面貌。
2月1日和2日在世宗大學大陽廳舉行了‘La Dolce Vita’首爾最終演唱會，結束了他們的世界巡迴演唱會。
2月17日，成員抒澔入伍。

## 音樂作品
| 韓語作品 正規專輯 2021年：《 DEVIL 》 迷你專輯 2019年：《 LIGHT US 》 2019年：《 RAISE US 》 2019年：《 FLY WITH US 》 2020年：《 LIVED 》 2021年：《 BINARY CODE 》 2021年：《 BLOOD MOON 》 2022年：《 TRICKSTER 》 2022年：《 MALUS 》 2023年：《 PYGMALION 》 2023年：《 La Dolce Vita 》 | - 2025年：〈Dear.M〉 - 2020年：《IN ITS TIME》 - 出道前：〈LAST SONG〉(與 ONEWE) - 2020年：〈COME BACK HOME〉 - 2020年：〈BBUSYEO (뿌셔)〉 - 2021年：〈Shut Up 받고 Crazy Hot!〉 - 2021年：〈Life is Beautiful〉 - 2021年：〈STAY〉(與 ONEWE) - 2024年：〈Now (Original by FIN.KL)〉 - 2024年：〈루퍼트의 눈물 (Rupert's drop)〉 | 日語作品 正規專輯 2022年：《 Dopamine 》 單曲 2019年：《Twilight》 2019年：《 808 》 2021年：《No diggity》 2021年：《BLACK MIRROR》 2025年：《TIME MACHINE》 |

## 影視作品
| - 出道前：《會出道的 (I Shall Debut)》（與ONEWE，共兩季） - 出道前：《賣場哥哥營業中 (Beautiful Snack Bar is Open)》（與ONEWE） - 2019年：《ONEUS Show》（網絡電台） - 2020－2022年：《展現辣味吧 (Show Me The MWM)》（共三季） - 2022年：《這是吃播(This is Mukbang)》（建熙） | - 出道前：《PRODUCE 101 第二季》（抒澔、建熙、煥雄） - 出道前：《MIXNINE》（RAVN、抒澔） - 2020年：《Road to Kingdom》（全體） - 2024年：《Road to Kingdom : Ace of Ace》（全體） |

## 出版作品

### 真書
| 序  | 書刊名稱                                                                                                | 內容 |
| 1st | 《ONEUS In Milano》 - 發行日期：2019年7月15日 - 發行地區：韓國 - 發行公司：RBW                          | 內容物 - 寫真書（176頁） - 寫真卡（1張） - 明信片（1張）                                                          |
| 2nd | 《ONEUS OUR STEP》 - 發行日期：2020年10月8日 - 發行地區：日本 - 出版社：講談社 - ISBN 978-4-06-521057-4 | 內容物 - 寫真書（112頁） - 寫真卡（隨機1張，共6款，初回普通版本限定） - 2021年日曆卡（1張，初回KISSENT.JP版限定） |

### 演唱會影音
| 序  | 影音名稱 | 收錄曲目 |
| 1st | 《2019 ONEUS JAPAN 1ST LIVE：光差！》 - 發行日期：2020年11月4日 - 發行地區：日本 - 發行公司：KISS Entertainment 內容物 - Blu-ray/DVD 光盤（1張） - 寫真冊（10頁） - 寫真卡（隨機1張，共6款） - 成員履歷卡（隨機1張，共6款） - 明信片（隨機1張，共6款，初回盤限定） | 曲目 1. Intro: LIGHT US 2. ZigZag 3. HERO 4. EYE CONTACT 5. Red Thread 6. Valkyrie -Japanese ver.- 7. CRAZY & CRAZY 8. White Night 9. English Girl 10. BingBing 11. キセキ (Kiseki) 12. Twilight -Japanese ver.- ENCORE 1. Shut Up & Crazy Ho 2. LAST SONG                                        |
| 2st | 《2020 ONEUS JAPAN 2ND LIVE:FLY WITH US FINAL》 - 發行日期：2022年2月23日 - 發行地區：日本 - 發行公司：KISS Entertainment 內容物 - Blu-ray/DVD 光盤（1張） - 寫真冊 - 透明小卡 (隨機1張，共6款) - 寫真卡（隨機1張，共6款，初回盤限定）                             | 曲目 1. Lit 2. A Thousand Stars 3. LOST 4. Level Up 5. ZigZag 6. English Girl 7. Plastic Flower 8. In My Arms 9. White Night 10. 808 11. LAST SONG 12. Stand By 13. CRAZY & CRAZY 14. Twilight –Japanese ver.- 15. BingBing 16. HERO 17. Blue Sky 18. キセキ(Kiseki) 19. Valkyrie –Japanese ver.- |

## 公演活動

### 演唱會
| ONEUS 2ND WORLD TOUR 〈La Dolce Vita〉 |          |                                                                       |               |
| 演出日期                               | 地點     | 場館                                                                  | 備註          |
| 2023年11月2日                          | 荷蘭     | 蒂爾堡 013                                                            |               |
| 2023年11月4日                          | 波蘭     | 華沙 Progresja                                                        |               |
| 2023年11月7日                          | 西班牙   | 馬德里 La Riviera                                                     |               |
| 2023年11月10日                         | 德国     | 柏林 Columbiahalle                                                    |               |
| 2023年11月12日                         | 法國     | 巴黎 Salle Pleyel                                                     |               |
| 2023年11月15日                         | 丹麦     | 哥本哈根 Amager Bio                                                   |               |
| 2023年11月22-23日                      | 日本     | 東京 Garden Theater                                                   | 線上：FLNK    |
| 2024年3月16日                          | 美国     | 西雅圖 Moore Theatre                                                  |               |
| 2024年3月18日                          | 美国     | 奧克蘭 Paramount Theatre                                              |               |
| 2024年3月22日                          | 美国     | 芝加哥 Byline Bank Aragon Ballroom                                    |               |
| 2024年3月24日                          | 美国     | 紐約 Theater at Madison Square Garden                                 |               |
| 2024年3月26日                          | 美国     | 華盛頓特區 The Theater at MGM National Harbor                         |               |
| 2024年3月28日                          | 美国     | 路易維爾 The Louisville Palace                                        |               |
| 2024年3月31日                          | 美国     | 奧蘭多 Walt Disney Theater at Dr. Phillips Center for Performing Arts |               |
| 2024年4月3日                           | 美国     | 達拉斯 Music Hall at Fair Park                                        |               |
| 2024年4月5日                           | 美国     | 休士頓 Bayou Music Center                                             |               |
| 2024年4月8日                           | 美国     | 鳳凰城 Arizona Financial Theatre                                      |               |
| 2024年4月10日                          | 美国     | 洛杉磯 The Wiltern                                                    |               |
| 2024年5月4日                           | 马来西亚 | 吉隆玻 Zepp Kuala Lumpur                                              |               |
| 2024年12月26日                         | 日本     | 大阪 グランキューブ大阪                                               |               |
| 2024年12月28日                         | 日本     | 東京 豊洲PIT                                                          |               |
| 2025年2月1-2日                         |          | 首爾 세종대학교 대양홀                                                | 線上：b.stage |

| 演出日期                              | 地點     | 場館                                              | 備註                 |
| ------------------------------------- | -------- | ------------------------------------------------- | -------------------- |
| ONEUS 1ST WORLD TOUR 〈REACH FOR US〉 |          |                                                   |                      |
| 2022年10月29-30日                     |          | 首爾 BLUE SQUARE Mastercard Hall                  | 30號同步提供線上觀看 |
| 2022年11月5-6日                       | 日本     | 東京 國立代代木競技場第二體育館                   |                      |
| 2022年11月19-20日                     | 日本     | 大阪 府立國際會議場                               |                      |
| 2023年1月12日                         | 美国     | 紐約 APOLLO THEATER                               |                      |
| 2023年1月14日                         | 美国     | 華盛頓特區 THE THEATER AT MCM NATIONAL HARBOR     |                      |
| 2023年1月16日                         | 美国     | 亞特蘭大 COCA-COCA ROXY                           |                      |
| 2023年1月18日                         | 美国     | 奧蘭多 HOUSE OF BLUE                              |                      |
| 2023年1月21日                         | 美国     | 麥迪遜 THE ORPHEUM THEATRE                        |                      |
| 2023年1月24日                         | 美国     | 聖路易斯 THE FACTORY AT THE DISTRICT OF ST. LOUIS |                      |
| 2023年1月27日                         | 美国     | 沃思堡 WILL ROGERS AUDITORIUM                     |                      |
| 2023年1月29日                         | 美国     | 休斯敦 713 MUSIC HALL                             |                      |
| 2023年2月2日                          | 美国     | 鳳凰城 MARQUEE THEATER                            |                      |
| 2023年2月4日                          | 美国     | 洛杉磯 PASADENA CIVIC AUDITORIUM                  |                      |
| 2023年2月7日                          | 美国     | 波多黎各 COCA-COLA MUSIC HALL                     |                      |
| 2023年2月10日                         | 墨西哥   | 墨西哥城 PEPSI CENTER WTC                         |                      |
| 2023年2月12日                         | 智利     | 聖地亞哥 TEATRO COLISEO                           |                      |
| 2023年2月15日                         | 巴西     | 聖保羅 AUDIO CLUB                                 |                      |
| 2023年9月2日                          | 中華民國 | 台北 Legacy MAX                                   |                      |

| 演出日期                             | 地點 | 場館                                   | 備註                |
| ------------------------------------ | ---- | -------------------------------------- | ------------------- |
| ONEUS THEATRE : 赤月圖 \| BLOOD MOON |      |                                        |                     |
| 2021年11月6-7日                      |      | 首爾 BLUE SQUARE Mastercard Hall       | 7號同步提供線上觀看 |
| 2022 ONEUS TOUR《BLOOD MOON》        |      |                                        |                     |
| 2022年2月12日                        | 美国 | 紐約 Webster Hall                      |                     |
| 2022年2月13日                        | 美国 | 威爾克斯-巴里 Kirby Center             |                     |
| 2022年2月16日                        | 美国 | 龐蒂亞克 The Crofoot                   |                     |
| 2022年2月19日                        | 美国 | 明尼亞波里斯 Skyway Theater            |                     |
| 2022年2月22日                        | 美国 | 奧蘭多 The Plaza Live                  |                     |
| 2022年2月23日                        | 美国 | 亞特蘭大 Center Stage Theater          |                     |
| 2022年2月25日                        | 美国 | 克里夫蘭 Agora Theater                 |                     |
| 2022年2月26日                        | 美国 | 路易維爾 Old Forester’s Paristown Hall |                     |
| 2022年3月1日                         | 美国 | 芝加哥 Concord Music Hall              |                     |
| 2022年3月3日                         | 美国 | 勞倫斯 Liberty Hall                    |                     |
| 2022年3月6日                         | 美国 | 達拉斯 South Side Music Hall           |                     |
| 2022年3月7日                         | 美国 | 休士頓 White Oak Music Hall            |                     |
| 2022年3月11日                        | 美国 | 鳳凰城 Marquee Theatre                 |                     |
| 2022年3月12日                        | 美国 | 比佛利山 Saban Theatre                 |                     |
| Japan 3rd Live：BLOOD MOON           |      |                                        |                     |
| 2022年4月24日                        | 日本 | 浦安 舞濱圓形劇場                      |                     |
| 2022年5月2日                         | 日本 | 大阪 Cool Japan Park Osaka WW Hall     |                     |

| 演出日期                          | 地點 | 場館                              | 備註                   |
| --------------------------------- | ---- | --------------------------------- | ---------------------- |
| Special Live 〈FLY WITH US〉      |      |                                   |                        |
| 2019年9月21日                     |      | 首爾 YES24 Live Hall              | 回歸前特別公演         |
| 〈FLY WITH US〉Tour in USA        |      |                                   |                        |
| 2019年11月3日                     | 美国 | 紐約 The Town Hall                | 成員抒澔因身體不適缺席 |
| 2019年11月6日                     | 美国 | 芝加哥 The Vic                    | 成員抒澔因身體不適缺席 |
| 2019年11月8日                     | 美国 | 亞特蘭大 Center Stage             | 成員抒澔因身體不適缺席 |
| 2019年11月10日                    | 美国 | 達拉斯 Granada Theatre            |                        |
| 2019年11月13日                    | 美国 | 明尼亞波利斯 Pantages Theatre     |                        |
| 2019年11月15日                    | 美国 | 洛杉磯 Belasco Theatre            |                        |
| Japan 2nd Live：FLY WITH US Final |      |                                   |                        |
| 2020年2月8-9日                    | 日本 | 大阪 COOL JAPAN PARK OSAKA WWHALL |                        |
| 2020年2月15-16日                  | 日本 | 千葉 舞浜AMPHITHEATRE             | 特別嘉賓：ONEWE        |

| 演出日期                                   | 地點     | 場館                 | 備註            |
| ------------------------------------------ | -------- | -------------------- | --------------- |
| Debut Concert 〈MASTERPIECE〉              |          |                      |                 |
| 2019年1月9日                               |          | 首爾 YES24 Live Hall | 出道特別公演    |
| Japan 1st Live：光差！                     |          |                      |                 |
| 2019年7月28日                              | 日本     | 大阪 Zepp Namba      | 首場海外公演    |
| 2019年8月25日                              | 日本     | 東京 Zepp DiverCity  | 首場海外公演    |
| 1st Anniversary〈OUR MOMENT〉              |          |                      |                 |
| 2020年1月10日                              |          | 首爾 YES24 Live Hall | 一週年特別公演  |
| 1st Ontact Live 〈CRUSH ON Ø US〉          |          |                      |                 |
| 2020年11月28日                             | 線上公演 | MyMusicTaste         | 特別嘉賓：ONEWE |
| 2024 Fan Concert〈2024地球大學新生入學式〉 |          |                      |                 |
| 2024年1月5-6日                             |          | 首爾 YES24 Live Hall |                 |
| 2024年6月14日                              | 日本     | 大阪 オリックス劇場  |                 |
| 2024年6月15日                              | 日本     | 東京 豊洲PIT         |                 |
| 2024年11月10日                             | 中華民國 | 台北 LEGACY TERA     |                 |

### 其他公演
| 舉行日期       | 活動名稱                         | 舉行地點                     | 備註   |
| -------------- | -------------------------------- | ---------------------------- | ------ |
| 2020年9月30日  | 'FLY WITH US' Showcase           | 首爾一指藝術廳               |        |
| 2020年12月7日  | 日語單曲 '808' 販售紀念 Showcase | 東京 Big Sight TFT Hall 1000 | [ 82 ] |
| 2020年12月14日 | 日語單曲 '808' 販售紀念 Showcase | 大阪府立勞動中心             |        |
| 2021年5月11日  | 'BINARY CODE' 回歸 Showcase      | 首爾 YES24 Live Hall         | [ 83 ] |

| 舉行日期                                                | 舉行地點                          | 場館                              | 備註                              |
| 1st Fan Meeting〈地球與月亮之間〉                       | 1st Fan Meeting〈地球與月亮之間〉 | 1st Fan Meeting〈地球與月亮之間〉 | 1st Fan Meeting〈地球與月亮之間〉 |
| ------------------------------------------------------- | --------------------------------- | --------------------------------- | --------------------------------- |
| 2021年2月28日                                           |                                   | Vlive+                            | 線上演出                          |
| 2st Fan Meeting 〈Oneus的雙重生活——如果我們不是偶像？〉 |                                   |                                   |                                   |
| 2022年1月22日                                           |                                   | 延世大學百年紀念館                |                                   |
| JAPAN 1st FANMEETING〈SUMMER〉                          |                                   |                                   |                                   |
| 2022年6月25日                                           | 日本                              | 立川 Tachikawa Stage Garden       |                                   |
| 2022年7月3日                                            | 日本                              | 大阪 Dojima River Forum           |                                   |

| 2019年     | 2019年                          | 2019年      | 2019年    |
| ---------- | ------------------------------- | ----------- | --------- |
| 演出日期   | 演出名稱                        | 地點        | 備註      |
| 5月17–19日 | KCON 2019 Japan                 | 日本 千葉   |           |
| 7月5日     | Break Out 祭 2019               | 日本 東京   |           |
| 8月23日    | 2019 Soribada最佳音樂大獎       | 韓國 首爾   | [ 註 14 ] |
| 8月24日    | 2019 K-WORLD FESTA              | 韓國 首爾   |           |
| 8月28–29日 | 2019 JAPAN Live Tour：夢 Part 2 | 日本 大阪   |           |
| 9月28日    | KCON 2019 Thailand              | 泰國 曼谷   |           |
| 10月6日    | 2019首爾音樂節                  | 韓國 首爾   |           |
| 12月4日    | 2019 Mnet亞洲音樂大獎（MAMA）   | 日本 名古屋 |           |

| 2020年   | 2020年                          | 2020年    | 2020年    |
| -------- | ------------------------------- | --------- | --------- |
| 演出日期 | 演出名稱                        | 地點      | 備註      |
| 6月26日  | KCON:TACT 2020 Summer           | 線上演出  | [ 註 15 ] |
| 7月26日  | Dream Concert 2020              | 線上演出  |           |
| 8月13日  | 2020 Soribada最佳音樂大獎       | 韓國 首爾 | [ 註 16 ] |
| 10月10日 | 2020 Asia Song Festival in 慶州 | 線上演出  |           |
| 10月23日 | KCON:TACT 2020 FALL             | 線上演出  |           |
| 11月17日 | 安東 K-pop 連線演唱會           | 線上演出  |           |
| 11月28日 | 2020 Asia Artist Awards         | 線上演出  | [ 註 17 ] |

| 2021年   | 2021年                                  | 2021年   | 2021年   |
| -------- | --------------------------------------- | -------- | -------- |
| 演出日期 | 演出名稱                                | 地點     | 備註     |
| 1月12日  | Mokkoji Live                            | 線上演出 | [ 84 ]   |
| 3月28日  | NEXT GENERATION LIVE Vol.2              | 線上演出 | 日本放送 |
| 5月17日  | Simply K-Pop CON-TOUR                   | 線上演出 |          |
| 6月19日  | KCON:TACT 4 U                           | 線上演出 |          |
| 7月31日  | U+ Idol Live MIC ON 4                   | 線上演出 |          |
| 8月10日  | 2021年晉州音樂節                        | 線上演出 | [ 86 ]   |
| 8月29日  | Red Angel World Cheering Season 2       | 線上演出 |          |
| 10月15日 | 2021 昌原 K-POP World Festival          | 線上演出 |          |
| 10月30日 | MBC x 宣明會 'World Is One' 2021 演唱會 | 線上演出 |          |

| 2022年   | 2022年              | 2022年                          | 2022年 |
| -------- | ------------------- | ------------------------------- | ------ |
| 演出日期 | 演出名稱            | 地點                            | 備註   |
| 1月15日  | WELCOME K-POP CLICK | 南山山廣場世界/ K-Pop中心玻璃館 | [ 87 ] |
| 1月21日  | 韓俄交流年音樂會    | 網上公開                        | [ 88 ] |
| 7月9日   | 倫敦韓流音樂節2022  | 溫布利體育館                    |        |

| 演出日期 | 演出名稱                        | 地點                    | 備註                          |
| 2017年   | 2017年                          | 2017年                  | 2017年                        |
| -------- | ------------------------------- | ----------------------- | ----------------------------- |
| 11月11日 | Chapter.1〈11月月末評價〉       | RBW 公演場              | 煥雄、建熙                    |
| 12月16日 | Chapter.2〈Special Party〉      | 舍堂 SEED HALL          | 煥雄、建熙，與MAS             |
| 2018年   |                                 |                         |                               |
| 1月28日  | Chapter.3〈1月月末評價〉        | RBW 公演場              | Ravn、抒澔、煥雄、建熙，與MAS |
| 2月25日  | Chapter.4〈GEMSTONE〉           | YES24 Livehall          | Ravn、抒澔、煥雄、建熙，與MAS |
| 4月28日  | Chapter.5〈Sparkling Peace〉    | YES24 Livehall          | 6人初舞台，與MAS              |
| 5月7日   | Busking Event                   | 新村                    | 全體                          |
| 5月26日  | Busking Event                   | 富平                    | 全體                          |
| 5月26日  | Busking Event                   | 弘大                    | 全體                          |
| 5月27日  | Busking Event                   | 大邱                    | 全體                          |
| 5月27日  | Busking Event                   | 釜山 海雲台             | 全體                          |
| 6月24日  | Chapter.The Last 〈Piece of U〉 | 奧林匹克公園 K-Art Hall | 與ONEWE                       |
| 7月20日  | MINI LIVE                       | 日本池袋 太陽城         | 與ONEWE                       |
| 7月21日  | MINI TAIK SHOW                  | 日本澀谷 CAST           | 與ONEWE                       |
| 7月21日  | Abema 放送                      | 日本澀谷 Abema          | 與ONEWE                       |
| 7月22日  | 〈我會出道的！〉 in Japan       | 日本澀谷區文化綜合中心  | 與ONEWE                       |
| 8月18日  | 《賣場哥哥營業中》點心車        | 首爾 建大貨櫃屋         | 與ONEWE                       |

## 獎項

### 獲得獎項
| 年份   | 頒獎典禮             | 獎項                             |
| 2019年 | Soribada最佳音樂大獎 | NEXT Artist獎                    |
| 2019年 | FAN N STAR           | Rising Star獎                    |
| 2019年 | KY STAR Awards       | Most Anticipated Idol            |
| 2020年 | Soribada最佳音樂大獎 | 新韓流ICON獎                     |
| 2020年 | EuroKpop Awards 2020 | EuroKpop Artist to Watch in 2021 |
| 2020年 | Asia Artist Award    | AAA Focus獎 (歌手部門)           |

### 主要音樂節目榜單排名
| 主打歌曲排名成績 | |                       |                   |                        |                  |                         |                      |           |              |
| 專輯 | 歌曲 | Mnet 《M! Countdown》 | KBS2 《音樂銀行》 | MBC 《Show! 音樂中心》 | SBS 《人氣歌謠》 | MBC M 《Show Champion》 | SBS MTV 《THE SHOW》 | 冠軍 次數 | 備註         |
| 2019年 | |                       |                   |                        |                  |                         |                      |           |              |
| LIGHT US | Valkyrie | 5                     | 25                | /                      | /                | 8                       | /                    | 0         | 出道         |
| RAISE US | Twilight | 6                     | /                 | /                      | /                | 12                      | /                    | 0         |              |
| FLY WITH US | LIT | 3                     | /                 | /                      | /                | 5                       | 2                    | 0         |              |
| 2020年 | |                       |                   |                        |                  |                         |                      |           |              |
| IN ITS TIME | A Song Written Easily | 5                     | /                 | 25                     | /                | 9                       | 3                    | 0         |              |
| LIVED | TO BE OR NOT TO BE | 4                     | /                 | 35                     | /                | 8                       | 2                    | 0         |              |
| LIVED | Airplane | /                     | /                 | /                      | /                | 18                      | /                    | 0         | 後續曲       |
| 2021年 | |                       |                   |                        |                  |                         |                      |           |              |
| DEVIL | No diggity | 2                     | 13                | 9                      | 2                | 6                       | 2                    | 0         |              |
| DEVIL | Rewind | /                     | /                 | /                      | /                | 6                       | /                    | 0         | 後續曲       |
| BINARY CODE | BLACK MIRROR | 5                     | 20                | 5                      | /                | 5                       | 2                    | 0         |              |
| BLOOD MOON | LUNA |                       | 4                 | 4                      | 24               | 1                       | 2                    | 1         | 初一位       |
| 2022年 | |                       |                   |                        |                  |                         |                      |           |              |
| TRICKSTER | Bring it on | 6                     | 2                 | 19                     | 13               | 2                       | 3                    | 0         |              |
| MALUS | Same Scent | 3                     | 1                 | 5                      | 6                | 1                       | (1)                  | 4         | 三台冠軍歌曲 |
| 2023年 | |                       |                   |                        |                  |                         |                      |           |              |
| PYGMALION | ERASE ME | 5                     | 4                 | 12                     | 20               | 5                       | 1                    | 1         | 五人制初回歸 |
| La Dolce Vita | Baila Conmigo | 5                     | 1                 | 28                     | /                | /                       | 1                    | 2         |              |
| 2024年 | |                       |                   |                        |                  |                         |                      |           |              |
| 無專輯單曲 | Now (Original by Fin.K.L) | 10                    | /                 | 14                     | /                | 5                       | 3                    | 0         |              |
| 2025年 | |                       |                   |                        |                  |                         |                      |           |              |
| Dear.M | IKUK | 10                    | 7                 | 14                     | /                | /                       | /                    | 0         |              |
| 5x | X | 13                    | /                 | 24                     | /                | 5                       | /                    | 0         |              |
| \| - 「*」：打榜中 - 「(1)」：兩星期冠軍 - 「[1]」：三星期冠軍 - 「{1}」：四星期冠軍 \| - 「/」表示未有相關資料 - 「 」：該段時期未有設立排行榜 - 取得《M! Countdown》、《人氣歌謠》、《Show Champion》、《THE SHOW》三週一位後，排名自動除外 \| | |                       |                   |                        |                  |                         |                      |           |              |
| - 「*」：打榜中 - 「(1)」：兩星期冠軍 - 「[1]」：三星期冠軍 - 「{1}」：四星期冠軍 | - 「/」表示未有相關資料 - 「 」：該段時期未有設立排行榜 - 取得《M! Countdown》、《人氣歌謠》、《Show Champion》、《THE SHOW》三週一位後，排名自動除外 |                       |                   |                        |                  |                         |                      |           |              |

| 各台冠軍歌曲獎座統計 |     |     |     |       |         |
| Mnet                 | KBS | MBC | SBS | MBC M | SBS MTV |
| 0                    | 2   | 0   | 0   | 2     | 4       |
| 一位總數：8          |     |     |     |       |         |

## 備註
1. 1 2  Sports Donga，2019-01-27，成員名字來源： RAVN ：來自喜歡的電影X-man魔形女角色'RAVEN'，有做著多樣類型音樂但本質還是我的含意。抒澔：原名李建旻，原想取藝名XION，XION來自喜歡的遊戲角色'SION'，但東柱更適合使用，後來家人詢問後認為'抒澔'更適合演藝界發展，所以決定改名。 XION：由於自小羨慕用'이'的名字叫法，XION可配合叫'XIONI'。LEEDO：'LEEDO'原是東柱用的藝名，東柱決定用XION而留下了。[7]
2. ↑  出道Showcase 成員自我介紹
  - RAVN Main Rapper、抒澔 Main Vocal、LEE DO Main Rapper、建熙 Main Vocal、 煥雄 Main Dancer、XION 忙內 Vocal。[9]

出道演唱會 官方影音介紹
  - RAVN Rap & Vocal、抒澔 Main Vocal、LEE DO Rap & Vocal、建熙 Main Vocal、 煥雄 Main Dancer & Vocal、XION Vocal & Acting。[10]

Mnet Road To Kingdom - ONEUS 個人介紹影片
  - RAVN Main Rapper、抒澔 Main Vocal、LEE DO Main Rapper、建熙 Main Vocal、 煥雄 Main Dancer、XION Sub Vocal。[11]

韓ON! BOX!! - 個人簡介
  - LEEDO Main Rapper, Lead Vocal, Dance
3. ↑  原名李建旻 (韓語：이건민  英語：Lee Gun-min)，後來家人詢問後認為'抒澔'更適合演藝界發展，所以決定改名為李抒澔。
4. 1 2 3  RBWBOYZ四人直播，2018-01-21，成員初印象：煥雄和抒澔約兩年前認識，和建熙約一年前認識，和RAVN認識約六個月，RAVN於其生日(9月2日)前一天入社，剛入社就準備參加《MIXNINE》。[46]
5. ↑  Mixnine個人直播，2018-06-30，建旻漢字正名：建立的建，天空的旻，建造了天空的意思。 [23]
6. ↑  官方Daum Cafe，2018-05-28，抒澔公布改名：李抒澔，舒展廣大的抒，浩瀚寬闊的澔，有著長遠發展的寓意。[24][25][26][27]
7. 1 2  JTBC MIXNINE，2017-11-14，LEE DO以個人練習生名義參加海選，表演BTS《DNA》舞蹈，初選不及格。[34]
8. ↑  RBWBOYZ六人直播，2018-07-01，成員知識測驗：LeeDo本名是金建學，小時候胎名、別名為金雲學，김운학，Kim UnHak。[35][36]
9. ↑  PRODUCE 101 第二季， 2017-03-11，所屬社練習時間：煥雄一年三個月、抒澔一年二個月、建熙六個月。[45]
10. 1 2  RBWBOYZ預告，2018-4-10，公開新成員LEE DO、XION。[47][48]
11. ↑  該單曲的前身為於2018年的出道前公演「Sparkling Piece」首次公開的曲目〈Shut Up 받고 Crazy Ho〉。出道後ONEUS亦多次於專場公演上表演該曲，它也被收錄於《2019 ONEUS JAPAN 1ST LIVE：光差！》的演唱會影音中，唯一直未正式推出音源。
12. ↑  原文標題為「Intro : 창 (窓 : Window)」，「窓」為「窗」的異體字。
13. ↑  與VANILLA STAGE合辦，一期Fanship會員可同步在Vlive上收看。
14. ↑  獲頒「NEXT Artist 獎」，為 ONEUS 首個獲得的獎項。
15. ↑  ONEUS原本確定2020年4月5日出席在日本舉行的KCON 2020 Japan，該活動後因全球爆發新冠肺炎疫情而取消。
主辦方Mnet其後宣佈於6月20-27日在官方YouTube頻道上舉辦線上演唱會KCON:TACT。
16. ↑  獲頒「新韓流ICON獎」
17. ↑  獲頒「AAA Focus獎 (歌手部門)」

## 外部連結
| ONEUS連結 - ONEUS的官方網站 （页面存档备份，存于） - ONEUS的Daum Cafe （页面存档备份，存于） - ONEUS的X（前Twitter） - ONEUS的Instagram帳戶 - ONEUS的Facebook專頁 - ONEUS的TikTok - ONEUS的VLIVE頻道 （页面存档备份，存于） - YouTube上的ONEUS頻道 ONEUS海外連結 - ONEUS的日本官方網站 - ONEUS JAPAN的X（前Twitter） - ONEUS的新浪微博 - ONEUS的抖音账户 個人連結 - RAVN的SoundCloud页面 - LEE DO的SoundCloud页面 - 抒澔的Instagram帳戶 (出道前) | RBW連結 - RBW的官方網頁 - RBW的NAVER專頁 （页面存档备份，存于） - RBW的X（前Twitter） - RBW的Instagram帳戶 - RBW的Facebook專頁 - RBW的新浪微博 - RBW的VLIVE頻道 （页面存档备份，存于） - YouTube上的RBW頻道 |